# Treiso
Treiso (piemontiul: Trèis) település Olaszországban, Piemont régióban, Cuneo megyében. Lakosainak száma 769 fő (2023. január 1.). Treiso Alba, Barbaresco, Neive, Neviglie és Trezzo Tinella községekkel határos.

## Népesség
A település lakossága az elmúlt években az alábbi módon változott:
| Lakosok száma | 821  | 799  | 769  |
|               | 2017 | 2018 | 2023 |